# 마스토돈과
마스토돈과(Mammutidae 맘무티다에[*])는 마이오세에서 플라이스토세를 거쳐 홀로세까지 생존한 장비목의 한 멸종한 과이다. 1922년에 모식속 마스토돈의 화석 표본이 발견됨으로써 최초로 기술되었다.